# Krystyna Sadowska

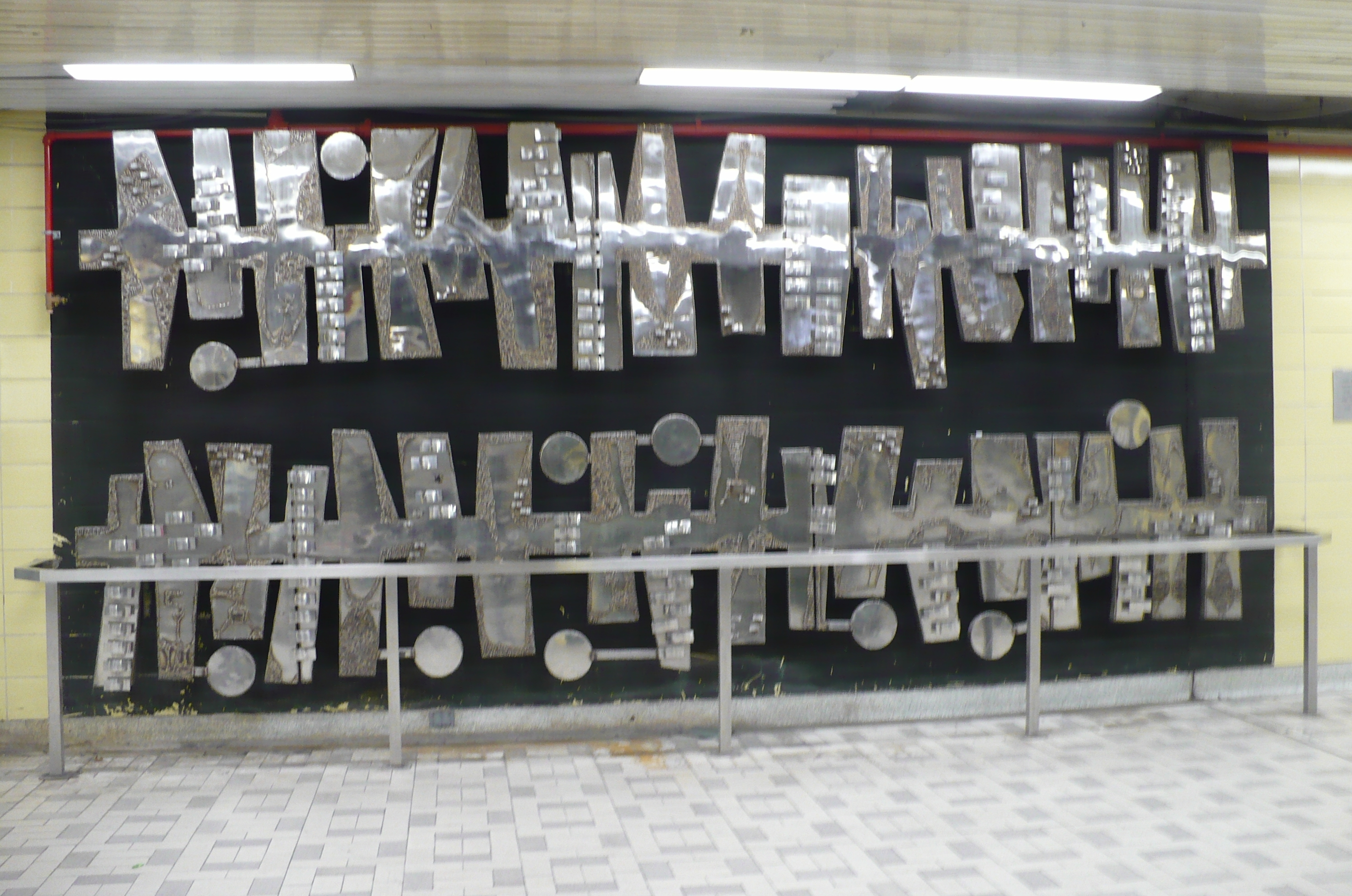
Płaskorzeźba Rhythm of Exotic Plants na stacji metra Finch w Toronto

Krystyna Sadowska, z domu Kopczyńska (ur. 2 czerwca 1912 w Lublinie, zm. 1994 w Toronto, Kanada) – polska i kanadyjska artystka plastyk.

## Życiorys
W 1930 rozpoczęła czteroletnie studia w warszawskiej Szkole Sztuk Pięknych (od 1932 Akademii Sztuk Pięknych, uczyła się tam malarstwa, tkactwa, ceramiki i litografii. W 1937 została przez polski rząd wydelegowana do Brazylii, w stanie Parana, gdzie uczyła rękodzieła polskich emigrantów, stworzyła kolonię tkaczy pracujących na 60 krosnach. Podczas pobytu pokonywała konno duże odległości ucząc polskie emigrantki tkactwa, za działalność organizacyjną brazylijski rząd odznaczył ją złotym medalem. Również w stanie Parana przebywał Konrad Sadowski, nauczał dzieci polskich emigrantów fizyki. Krystyna poznała go w 1937, gdy powierzono mu poinformowanie jej o śmierci matki oraz przyznaniu medalu za gobelin Wegetacje, który wystawiła ze spółdzielnią Ład  w Paryżu. Ślub wzięli w Brazylii i w 1939 wrócili do Polski, Krystyna została oddelegowana w okolice Stanisławowa, gdzie organizowała dla ludności wiejskiej warsztaty z garncarstwa, po wybuchu II wojny światowej przez Węgry przedostała się z mężem do Paryża. W 1940 kontynuowała studia malarskie w Académie de la Grande Chaumière, po wkroczeniu do Francji wojsk hitlerowskich wyjechali do Algierii, a następnie we wrześniu 1940 do Londynu. Razem z mężem organizowali na zlecenie polskiego rządu na uchodźstwie wystawy artystyczne, w 1945 rozpoczęła roczne studia z garncarstwa w Central School of Art and Craft. Po ich ukończeniu wyjechała z mężem do stanu Parana w Brazylii, gdzie otworzyli studio artystyczne. Ich prace uczestniczyły w wystawach zbiorowych, zostały zauważone i wyróżnione, zaproszono Sadowskich do uczestnictwa w wystawie w Rio de Janeiro. Krystyna Sadowska wystawiła tam gobelin pt. Marzenie o Kanadzie, który zwrócił uwagę kanadyjskiej delegacji rządowej. Krystyna i Roman Sadowscy zostali zaproszeni do Kanady, gdzie zamieszkali w Nowej Szkocji i nauczali ceramiki w Halifaxie. Następnie zamieszkali w Indian Harbour, gdzie otworzyli studio malarskie i ceramiczne. Odwiedził ich tam Lawrence Artur Colley Panton, dyrektor Ontario College of Art, będąc pod wrażeniem ich twórczości zaproponował przeprowadzkę do Toronto i pracę w prowadzonej przez niego szkole. Nastąpiło to w 1953, Konrad nauczał garncarstwa i technik wypalania, a Krystyna ceramiki, projektowania i rzeźby ceramicznej. Równocześnie tworzyli, otworzyli studio w Aurorze, a latem przebywali w Indian Harbour. W 1960 zmarł Konrad Sadowski, Krystyna zakończyła pracę w szkole i skupiła się na twórczości. Pod koniec lat 60. poznała projektanta i wytwórcę mebli Stefana Siwińskiego, którego poślubiła. Tworzyła gobeliny, batiki i spawane rzeźby w metalu, w 1977 w Art Gallery of Windsor miała miejsce jej pierwsza retrospektywna wystawa.

## Nagrody
- Gold Medal for tapestry, French Govt., World Exhibition of Tapestry, Paris (1937)
- Silver Medal for tapestry from Brazilian Govt., Rio de Janeiro (1947);
- 2nd Prize for tapestry, Internat. Textile Exhibition, Greensboro, USA (1949);
- Grand Award and lst Prize for tapestry, lst Exhibition of Canadian Weaving, Lond. Art Museum, Ont. (1953);
- Drakenfeld Prize, XX Ceramics Intl., Syracuse Mus. of Fine Arts (1958);
- lst Prize for tapestry, Canadian Handicraft Exhibition, Mtl. (1961);
- 0st Prize for Batik, Can. Handi. Exhibition, Mtl. (1962);
- Jurzykowski Fdn. Award NYC for total artistic activity.